# Elchovka
Elchovka (in russo Елховка?) è un villaggio dell'oblast' di Samara in Russia; è il centro amministrativo del distretto Elchovskij.
Si trova nella parte settentrionale della regione, sul fiume Kondurča.